# Umocnienie Republiki Równości
Umocnienie Republiki Równości (ARI) – argentyńska centrolewicowa partia polityczna. 
Została założona w 2001 roku przez Elise Carrió, byłą członkinię Radykalnej Unii Obywatelskiej.
Powstała po rozpadzie rządzącej lewicowej koalicji w roku 1999.
W wyborach 2001 roku otrzymała 17 z 257 mandatów do Izby Deputowanych oraz wprowadziła jednego senatora do argentyńskiego Senatu.
W 2003 roku Carrió walczyła o fotel prezydenta, lecz otrzymała zaledwie 14% głosów i przegrała. 
W 2005 roku partia ponownie weszła do parlamentu uzyskując 8 mandatów.